# Balada

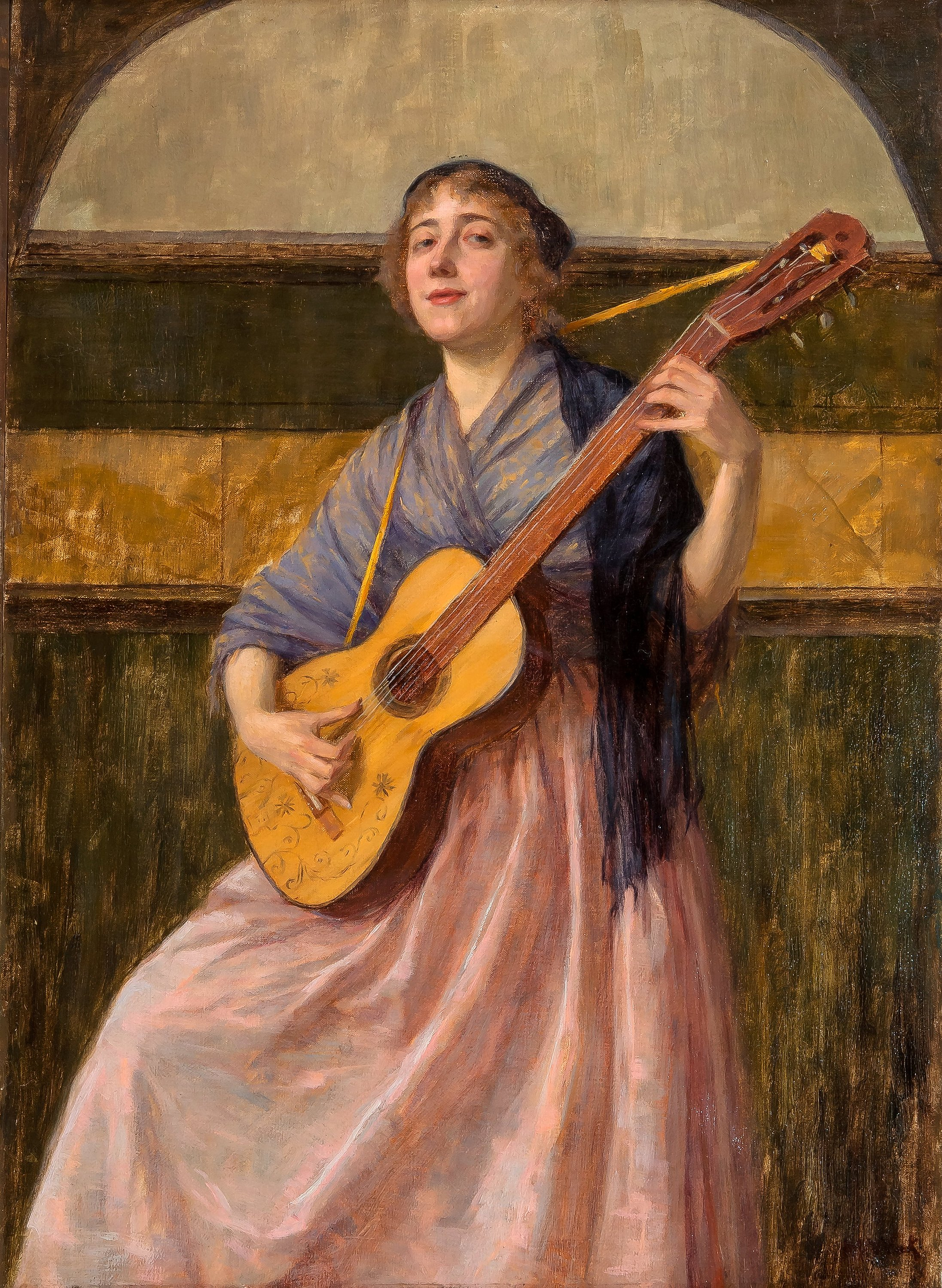
Maria Wiik, "Balada" (1898)

La balada es una forma de expresar el canto cortesano del final de la Edad Media en Europa, que aparece en el siglo XIV. La poesía es de orden narrativo y corta. En efecto, la balada tiene la particularidad de repetir un mismo verso, estribillo, al final de cada tres estrofas. Está constituida por octosílabos y las rimas están cruzadas. Como regla, la balada medieval empieza siempre con la palabra Príncipe. Aunque no hay que confundir la balada romántica en la poesía.
A partir de la segunda mitad del siglo XX, se desarrolló la balada romántica, en especial las de origen latino, como estilo musical con identidad propia para las personas que se aman.

## La balada musical o lírica
En el siglo XIX Frédéric Chopin compuso cuatro obras para piano con este título, evidentemente inspiradas en el género literario. Con ello dio luz a un nuevo género: la balada.
Esta creación fue hecha en el periodo romántico, a principios del siglo XIX.

## La balada romántica
Con la influencia del anglosajón, el sentido de la palabra se alarga a un recital o una canción que cuenta la vida de una persona o algunos hechos precisos. El recital es siempre épico (acercándose a la gesta), normalmente dramático y a veces cómico. Si habla del amor entre dos personas la identificamos con el romance.

## La balada como música popular
Se origina en los Estados Unidos, tras la comercialización de los discos en la década de 1920, cuando deciden llamar "ballad" a los temas lentos de temática romántica; su aparición se debe a una cultura floreciente causada por las migraciones de Europa hacia América a causa de la Primera Guerra Mundial. Se define como una melodía cantada acompañada por una instrumentación ensoñadora y sencilla. Su atractivo se debe a su influencia de la música clásica, y entre los primeros géneros populares que ganaron aceptación utilizando una orquesta sinfónica primeramente influirá solo en Europa, que presenta música idéntica, aunque Latinoamérica se cerrará a los estilos americanos a causa de la importancia de su música propia. El sur europeo debuta en los años 1960 y España invadirá con el estilo con sus producciones a Latinoamérica valiéndose a veces de cantantes latinos que graban en sellos ibéricos; Italia y Francia traducirán su baladas a varios idiomas haciéndose internacionales.

## Ejemplos de baladas
- Ballade des dames du temps jadis de François Villon, puesta en música por Georges Brassens.
- Las cuatro baladas para piano (opus 23, 38, 47 y 52) de Frédéric Chopin.

## Baladas en el rock n' roll y el metal

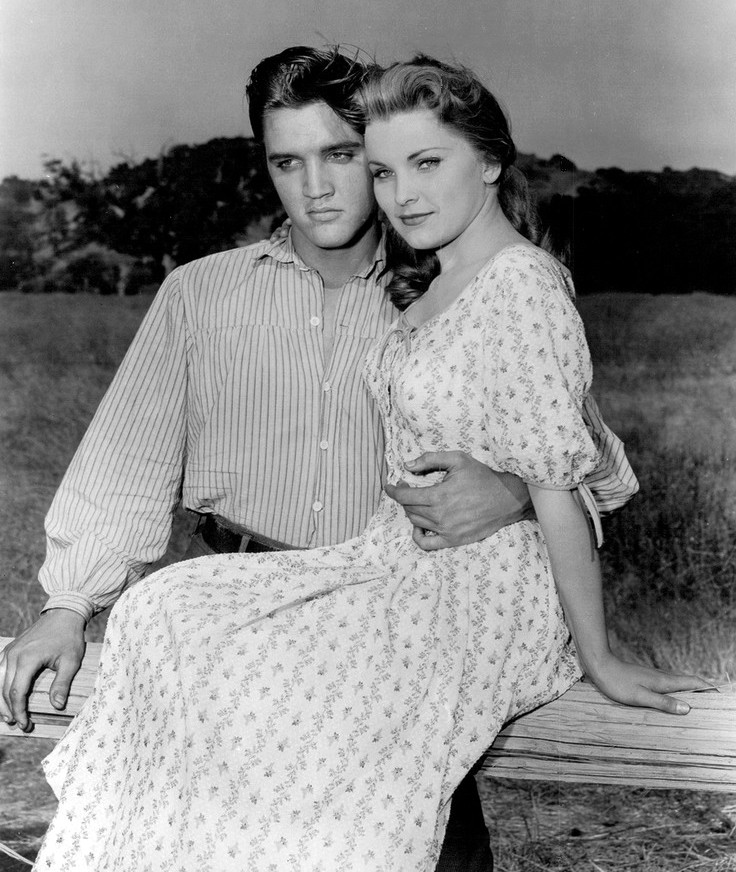
Elvis Presley en la película Love me tender cuyo tema principal era una balada homónima de su autoría

Tanto en el género rock como en el metal las baladas aparecen y se desarrollan entre las décadas de 1950 y 1980. El cantante Elvis Presley comenzó a incorporar baladas románticas a su repertorio a mediados de la década de 1950, tanto de su propia autoría, como Love me tender, al igual que interpretaciones de otros autores, como los recurrentes compositores Jerry Leiber y Mike Stoller entre las que destacan Loving you, que a la vez daba nombre a una de sus películas "Don't" e incluso el tema Love me  haciendo uso más frecuente de las mismas durante la década de 1960 en sus películas , donde llegó a incorporar baladas incluso dentro del estilo de la música hawaiiana.  
Por otra parte también en los años 50 el cantante texano Buddy Holly y el mexicano estadounidense Richie Valens escribieron algunas famosas baladas como Words of love y Donna respectivamente.  
En el rock las baladas se convirtieron con posterioridad en los principales grandes éxitos de solistas, algunas bandas y también en clásicos de la música popular. Canciones como I wish it would rain down de Phill Collins, Rocket man de Elton John, November Rain de Guns N' Roses, Nobody's Fool de la banda estadounidense de glam metal Cinderella, Aerosmith con el tema Dream On o I Don't Want to Miss a Thing, Skid Row con la canción 18 and Life, y Led Zeppelin con Stairway to heaven entre muchas otras.
En el metal y en especial en el subgénero soft metal por su parte, Metallica es un referente por sus baladas (con canciones como Fade To Black, Welcome Home (Sanitarium), One y Nothing Else Matters), al igual que la banda alemana Scorpions (con temas como Still Loving You, Holiday, Wind of Change y Send Me an Angel) o Aerosmith con temas como I Don't Want to Miss a Thing de la película Armagedón o Crazy por citar solo algunas. 
Otras bandas, como Def Leppard, Bon Jovi o el grupo sueco Europe (con el tema Carrie) han compuesto célebres baladas.
El grupo estadounidense Five Finger Death Punch ha conseguido ganar fama gracias a sus baladas de metal